# Tessin bei Boizenburg
För andra betydelser, se Tessin (olika betydelser).
Tessin bei Boizenburg  (svenska: Tessin vid Boizenburg) är en kommun i Landkreis Ludwigslust-Parchim i förbundslandet Mecklenburg-Vorpommern i Tyskland.

## Geografi
Kommunen ligger öster om Boizenburg och på den västliga kommungränsen (mot Neu Gülze) rinner ån Schaale.
Kommunen består av ortsdelarna Tessin bei Boizenburg och Kuhlenfeld.

## Befolkningsutveckling
Befolkningsutveckling  i Tessin bei Boizenburg
Källa:

## Kommunikationer
Genom kommunen går förbundsvägen (tyska: Bundesstraße) B 5 och järnvägen Hamburg-Berlin.